# José Altino Machado
José Altino Machado (Taubaté, 21 de fevereiro de 1924 — São Paulo, 9 de maio de 2011) foi um advogado, escritor e político brasileiro. 
Foi casado com Evany Guimarães Machado, com quem teve os filhos Marcelo, Caio e Alice Maria. Deixou também os netos Fábio, Luciana, Vitor, Gabriela e Marcelo. Era irmão de Ardevan Machado, dentre outros irmãos e irmãs. 
Foi governador do território do Acre e deputado federal pelo PTB/AC na década de 1960. Foi conselheiro e presidente do Tribunal de Contas do Município de São Paulo. Foi membro da Academia Paulista de Letras.
Em sua homenagem, o ex-repórter dos jornais O Estado de S. Paulo, Jornal do Brasil e Folha de S. Paulo José Altino da Cruz Machado foi registrado com o mesmo nome. Atualmente, o acriano José Altino da Cruz Machado faz o Blogue da Amazônia, do Terra Magazine. 

## Biografia[4]
José Altino Machado nasceu em Taubaté, em 1924, graduando-se em ciências jurídicas e sociais pela Faculdade de Direito da Universidade de São Paulo em 1947. Trabalhou em escritórios de advocacia de influentes políticos do governo de Jânio Quadros, sendo nomeado governador do Acre em 1961. 
Em 1963 foi eleito deputado federal pelo território que governou. Também foi procurador-chefe da Fazenda e conselheiro do Tribunal de Contas do Município de São Paulo, presidindo este tribunal por quatro vezes. Após sua aposentadoria (em 1994), exerceu o cargo de secretário dos Negócios Jurídicos da Prefeitura do Município de São Paulo (1995). 
Na década de 70, foi diretor social e membro do Conselho do Esporte Clube Pinheiros em São Paulo
Em 1995, foi eleito membro da Academia Cristã de Letras, em São Paulo.
Em 1997, foi eleito membro da Academia Paulista de Letras, ocupando a cadeira 15, pelas obras publicadas, entre elas A Figura Refletida (1986) e Reencontros (2006). Faleceu em maio de 2011.

## Obras[7].
Autor de cinco livros de contos
- "A Figura Refletida", 1986;
- "A Outra Gessy", 1988;
- "A Primeira Vez", 1990;
- "Um Rosto na janela", 1996;
- “Reencontros”[8], 2006.

## Prêmios e homenagens[7].
- 1963: Diploma de Honra da Associação Paulista de Imprensa;
- 1970: Medalha de Honra ao Mérito, pela Semana Monteiro Lobato da Cidade de Taubaté;
- 1986: Menção Honrosa no Prêmio Literário José Ermírio de Moraes, promovido pelo PEN - Centre de São Paulo, pelo livro "A Figura Refletida";
- 1988: Menção Honrosa no Prêmio Literário José Ermírio de Moraes, promovido pelo PEN - Centre de São Paulo, pelo livro "A Outra Gessy";
- 1988: Menção Honrosa no "Prêmio Nacional Clube do Livro e Literatura", realizado com apoio do SESI e da FIESP, por seu conto "A "Esfera que Gira" ("A Esfera no Espaço");
- julho de 1993: Medalha Constitucionalista, conferida pela Sociedade Veteranos de 32
- novembro de 1993: Título de Cidadão Riobranquense, conferido pela Câmara Municipal de Rio Branco, Acre
- julho de 1995: Medalha Governador Pedro de Toledo, conferida pela Sociedade Veteranos de 32